# Thorsten Burmester
Thorsten Burmester (* 3. Juni 1965 in Berlin) ist ein deutscher Biologe und Professor am Zoologischen Museum Hamburg der Universität Hamburg.
Burmester studierte von 1985 bis 1991 Zoologie, Pflanzenphysiologie, Genetik und Biochemie an der Uni Würzburg. 1994 promovierte er bei Klaus Scheller. Nach einem Postdoc-Aufenthalt am Institut Jacques Monod (Universität Paris VII) habilitierte er sich 2001 in Zoologie an der Uni Mainz. Seit 2006 ist er Professor an der Universität Hamburg. Er forscht zur Stresstoleranz von Säugern und Fischen, zur Evolution und Bedeutung respiratorischer Proteine, und zur Evolution der Pathogenität der Malariaerreger.

## Schriften (Auswahl)
- Borner, J., Pick, C., Thiede, J., Kolawole, O.M., Kingsley, M.T., Schulze, J., Cottontail, V., Wellinghausen, N., Schmidt-Chanasit, J., Bruchhaus, I., and Burmester, T. (2016) Phylogeny of haemosporidian blood parasites revealed by a multi-gene approach. Mol. Phylogenet. Evol. 94, 221–231
- Tiedke, J., Borner, J., Beeck, H., Kwiatkowski, M., Schmidt, H., Thiel, R., Fabrizius, A., and Burmester, T. (2015) Evaluating the hypoxia response of ruffe and flounder gills by a combined proteome and transcriptome approach. PLoS One 10, e0135911
- Borner, J., Rehm, P., Ebersberger, I., Schill, R., and Burmester, T. (2014) A transcriptome approach to ecdysozoan phylogeny. Mol. Phylogenet. Evol. 80, 79–87
- Schwarze, K., Campbell, K., Hankeln, T., Storz, J.F., Hoffmann, F., and Burmester, T. (2014) Convergent evolution of hemoglobin and myoglobin in jawed and jawless vertebrates. Mol. Biol. Evol. 31, 2708–2721
- Burmester, T., Ebner, B., Weich, B., and Hankeln, T. (2002) Cytoglobin: a novel globin type ubiquitously expressed in vertebrate tissues. Mol. Biol. Evol. 19, 416–421
- Burmester, T., Weich, B., Reinhardt, S., and Hankeln, T. (2000) A vertebrate globin expressed in the brain. Nature 407, 520–523